# لويس بروك
لويس بروك (بالإنجليزية: Lewis Brook)‏ (27 يوليو 1918 في المملكة المتحدة - 1996) هو لاعب كرة قدم بريطاني (وحمل سابقاً جنسية المملكة المتحدة لبريطانيا العظمى وأيرلندا) في مركز الدفاع. لعب مع أولدهام أثلتيك وهدرسفيلد تاون ونادي هاليفاكس تاون.